# Compagnia Andriel
.

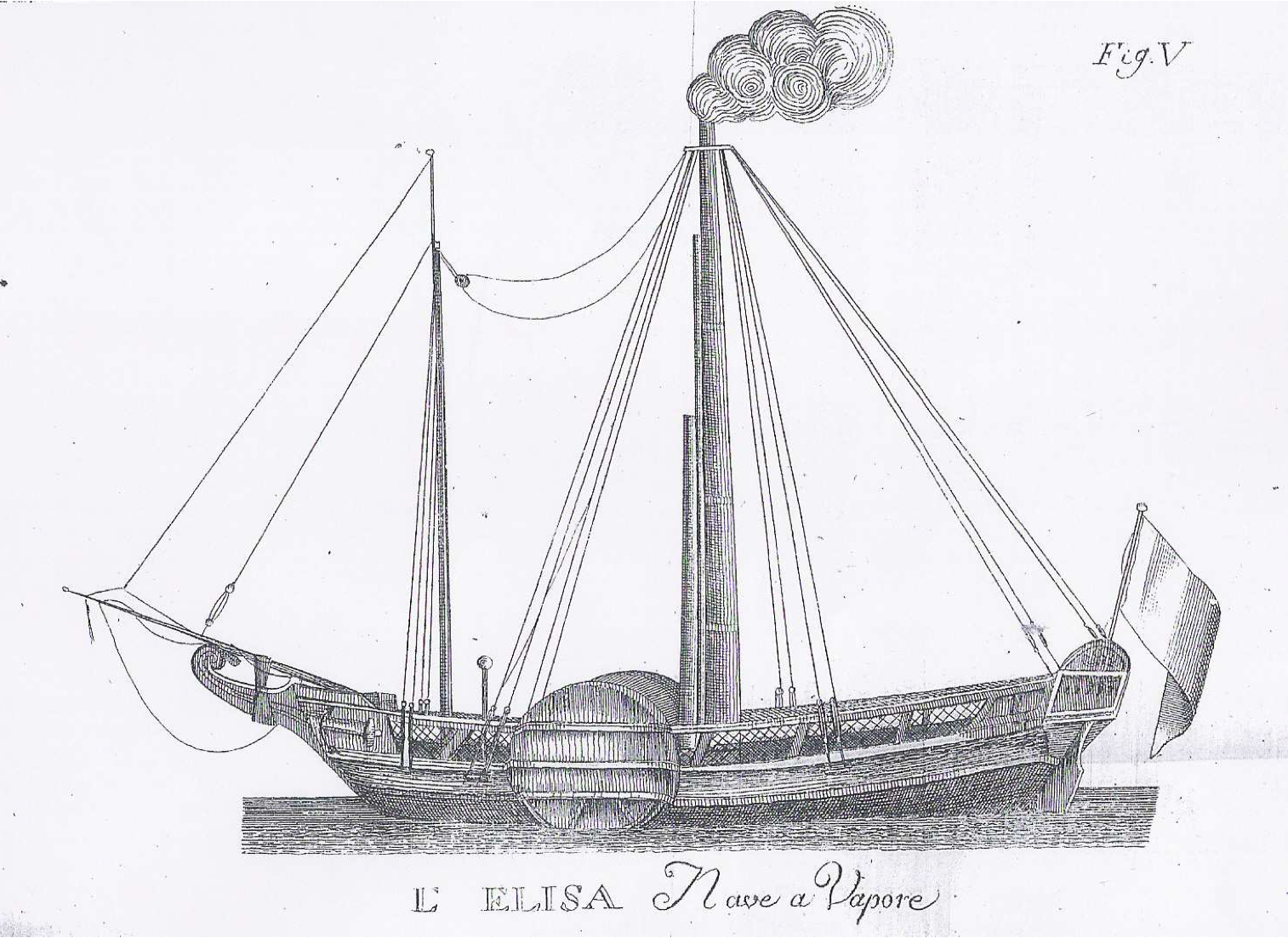
Elisa I dal libro di Luigi Serristori, Sopra le macchine a vapore, Napoli 1817

La Società Leopoldo Andriel & C. è stata una società armatoriale attiva nel settore trasporti di cose e persone. Fu la più antica nel Regno delle Due Sicilie.

## Fondazione
Il 10 aprile 1817 a Napoli fu creata la Compagnia privilegiata per la navigazione a vapore Andriel & C.. La sede fu fissata  a Vicolo Concezione di Toledo n. 32 a Napoli. La società veniva costituita con una dotazione di 200.000 azioni di 1000 ducati ciascuna, delle quali le prime 100 formavano il fondo sociale in numerario e furono anticipate dalla banca Emmanuele Appelt & C. Fra i soci accomandatari figurano: 
Luigi de’ Medici, ministro e possidente; Agostino Serra, per conto della ragione di Emmanuele Appelt, banchiere; Ludovico Potenzani, marchese e possidente; Carlo Filangieri, generale; Augusto Lefèbvre, finanziere; Charles Flavien Lefèbvre, commerciante e industriale; Giovanbattista Bourguignon, console svizzero; Augusto Rougon; Maurizio Dupont, banchiere e commerciante; Domenico Catalano, banchiere; Carlo Fourquet, banchiere; Fortunato Wolff, in rappresentanza della famiglia Rothschild della branca di Napoli ancora non insediata ufficialmente con una sede ma operante con agenti. Come si vede, a parte alcuni alti funzionari del Regno borbonico, gli altri soci erano tutti stranieri e in grande prevalenza francesi di Parigi e Lione. 
I soci acquistarono 15 azioni ciascuno, per un controvalore di 1500 ducati. Dopo la discussione relativa ai vari preventivi per la costruzione di un battello a vapore da denominarsi Ferdinando I, la commessa fu affidata al mastro Stanislao Filosa per 5.780 ducati, che aveva un piccolo cantiere presso il Ponte della Maddalena all’altezza di San Giovanni a Teduccio. Era uno dei numerosi, piccoli  stabilimenti che si estendevano a Nord di Napoli fino alla costiera amalfitana. Lo scafo in legno venne costruito sotto la supervisione dell’ingegnere inglese Ferry. Il varo ebbe luogo il 24 giugno 1818.  La goletta Ferdinando I era lunga 36 metri, pesava 213 tonnellate e nel suo scafo erano ricavati 16 camerini per i «passeggeri di distinzione» e la camera del capitano «molto comoda e propria». Aveva un camerone a poppa per circa 50 viaggiatori in economica, e poteva portare anche un carico fino a 60 tonnellate.  Montava una doppia caldaia a vapore inglese da 50 cavalli, con consumo di 20 cantaia al giorno che Andriel aveva personalmente trasportato dall’Inghilterra.

## Storia
Il 27 settembre 1818 il Ferdinando I effettuò il viaggio inaugurale al comando dell’alfiere di vascello Giuseppe Libetta.  Con lui il pilota, 10 marinai e un macchinista inglese.
Il 13 ottobre il battello ripartì da Livorno diretto a Genova, dove arrivò il giorno successivo, suscitando un grande interesse: il rumore che produceva, la sua velocità senza vela, le fiamme che uscivano dalla sua alta ciminiera, erano un’assoluta novità. Era la prima nave a vapore che entrava nel porto di Genova e le sue ruote del diametro di 12 piedi (circa 3 metri) in ferro catramato, ciascuna a 8 palette, suscitarono meraviglia. A Genova Libetta lasciò il comando al pilota De Martino. Sin dal viaggio inaugurale ci si era accorti che la nave soffriva di difetti costruttivi e frequenti guasti; in particolare il macchinario che trasmetteva il movimento alla ruota non era stato alloggiato in modo adeguato e oscillava. Dal camino posto sopra la caldaia uscivano alte fiamme. Il 30 ottobre il Ferdinando I ripartì per Marsiglia dove giunse il 4 novembre, sempre seguito da meraviglia e interesse.  La nave, però, era partita pressoché vuota e non aveva trovato passeggeri né a Livorno né a Genova, pertanto il risultato finanziario dell’impresa si era rivelato fallimentare. Andriel aveva pensato di venderla a Marsiglia, ma a maggio del 1819 non era ancora stato trovato un acquirente. Seguirono varie soste e avarie. Soltanto l’8 marzo 1820 rientrava a Napoli.  Nel progetto di Andriel alla prima nave, che aveva inaugurato la tratta Napoli-Marsiglia, dovevano seguirne altre tre. Gli storici della navigazione datano da questo momento, settembre 1818, l’inizio della navigazione a vapore nel Mediterraneo. Si trattò infatti probabilmente del primo viaggio in assoluto di una nave a vapore in mare aperto in Europa. La goletta, piccola e poco sicura oltre che lenta, non era concorrenziale rispetto a navi a vela. A Napoli nessuno fu disposto a comperare il Ferdinando I e il francese, non potendo fare altro, fu costretto a far smantellare la nave nel 1824 e a tornarsene, sconfitto, in Francia.